# Miniatura (muzyka)

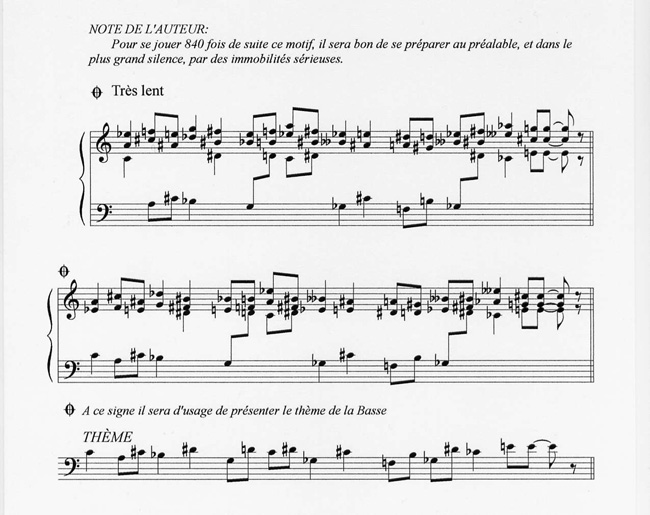
Erik Satie Vexations, miniatura fortepianowa

Miniatura – mała lub średnia forma muzyczna, często skrócona wersja większego dzieła. Zwykle skomponowana na solowy instrument (fortepian, skrzypce) lub na mały zespół.
Bardzo popularna w XIX wieku jako muzyka grana na recitalach oraz w salonach towarzyskich. Wiele form miniaturowych ma swoją unikatową budowę lub charakter, inne natomiast związane są z aktualną modą w nazewnictwie.